# Olimpiada Bodiu
Olimpiada Bodiu (n. 1912, Mîndrești, gubernia Basarabia, Imperiul Rus – d. 1971, Cîșla, raionul Telenești, RSS Moldovenească, URSS) a fost o activistă anticomunistă basarabeană, membră a grupului de rezistență condus de soțul ei, Filimon Bodiu, care a acționat în fosta Republică Socialistă Sovietică Moldovenească la sfârșitul anilor 1950.

## Biografie
S-a născut în satul Mîndrești din ținutul Orhei, gubernia Basarabia, Imperiul Rus (actualmente în raionul Telenești, Republica Moldova). 
La 16 noiembrie 1950 Bodiu, împreună cu soțul ei și copiii lor, Ion și Iulia, se ascundeau la Mîndrești, în casa lui Porfir Suruceanu, un alt membru al organizației. Au fost urmăriți de trupele MGB, cu ajutorul unei foste persoane de contact din grup. Comandantul unității MGB a cerut membrilor să se predea, Bodiu însă a refuzat, urmând o luptă armată. Filimon și Ion au murit sub focuri de armă, dar au reușit să acopere evadarea Iuliei, al cărei tată i-a ordonat să fugă. Olimpiada, care lupta înarmată cu un pistol automat, a fost grav rănită de trei gloanțe și a fost arestată de trupele de securitate sovietice. 
După ce a petrecut câteva luni într-un spital al MGB, a fost dusă la Chișinău, unde a fost condamnată de tribunalul militar la 25 de ani de muncă silnică. În 1954, pedeapsa ei a fost redusă la 15 ani de detenție, pe care i-a petrecut în lagărul Dubravlag. După eliberarea sa în 1965, s-a stabilit la Cîșla, Telenești, unde a și murit în 1971.